# 헨젤과 그레텔 (오페라)

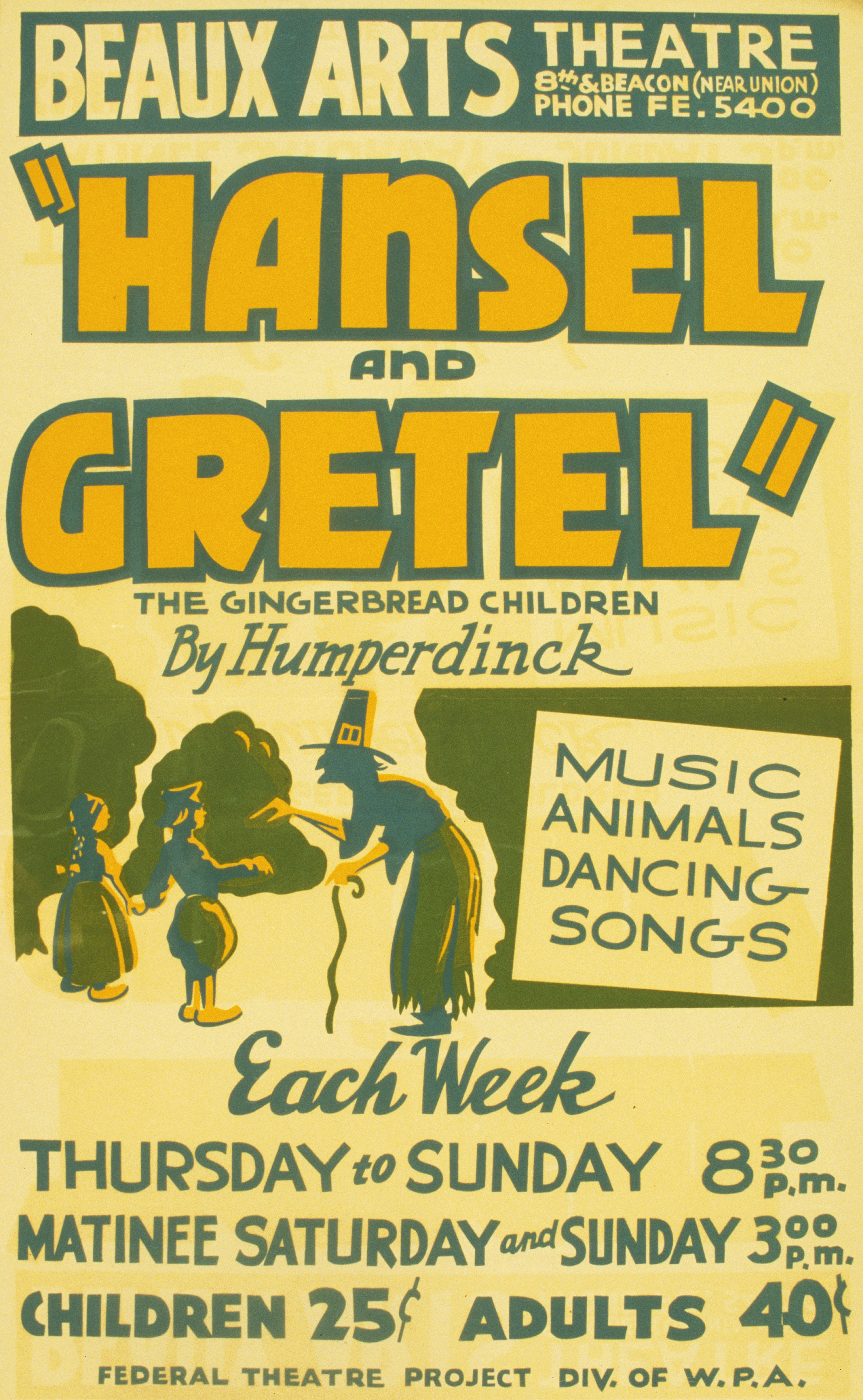

헨젤과 그레텔(독일어: Hänsel und Gretel) EHWV.93은 엥겔베르트 훔퍼딩크가 작곡한 3막의 독일어 오페라이다. 그림 형제의 동화 《헨젤과 그레텔》을 바탕으로, 훔퍼딩크의 누이인 아델하이드 베테가 대본을 작성하였다. 1893년 12월 23일 독일의 바이마르에서 초연되었다. 훔퍼딩크는 이 오페라를 "동화 오페라"라고 묘사했다.
헨젤과 그레텔은 처음의 공연들로 인해, 크리스마스와 연관 되어왔고, 자주 크리스마스 시즌에 공연된다.

## 악기편성
플루트3 (3번은 피콜로 겸함), 오보에3, 클라리넷3, 바순3, 호른4, 트럼펫3, 트롬본3, 튜바, 팀파니, 심벌즈, 트라이앵글, 탬버린, 하프, 현5부(여기 있는 편성 틀림)

## 등장인물
- 주요 인물

헨젤, 소년 (메조소프라노, 또는 소프라노)
그레텔, 헨젤의 누이 (소프라노)
페터, 빗자루 장수, 헨젤과 그레텔의 아버지 (바리톤)
거투르트, 페터의 아내 (메조소프라노)
생강빵 마녀 (메조소프라노, 또는 테너)
Sandman (메조소프라노)
Dewman (메조소프라노)
메아리의 합창 (세 소프라노, 두명의 알토), 아이들의 합창

## 유명한 아리아, 음악
Act 2 - Ein Männlein Steht Im Walde